# Asterope moranti
Asterope moranti är en fjärilsart som beskrevs av Henry Trimen 1881. Asterope moranti ingår i släktet Asterope och familjen praktfjärilar. Inga underarter finns listade i Catalogue of Life.